# Diócesis de Tlapa
La diócesis de Tlapa (en latín: Dioecesis Tlapensis) es una circunscripción eclesiástica de la Iglesia católica en México. Se trata de una diócesis latina, sufragánea de la arquidiócesis de Acapulco. Desde el 23 de febrero de 2013 su obispo es Dagoberto Sosa Arriaga.

## Territorio y organización
La diócesis tiene 11 480 km² y extiende su jurisdicción sobre los fieles católicos de rito latino residentes en 19 municipios del estado de Guerrero correspondiente a la región de La Montaña: Acatepec, Alcozauca de Guerrero, Alpoyeca, Atlamajalcingo del Monte, Atlixtac, Cochoapa el Grande, Copanatoyac, Cualác, Huamuxtitlán, Iliatenco, Malinaltepec, Metlatonoc, Olinalá, Tlacoapa, Tlalixtaquilla de Maldonado, Tlapa de Comonfort, Xalpatláhuac, Xochihuehuetlán y Zapotitlán Tablas.
El territorio se divide en 3 regiones:
- La Cañada. Es una zona ecológica compuesta por tierras de riego.
- La montaña alta. En la que habitan la mayoría de los pueblos mixtecos, nahuas y tlapanecos y que se caracteriza por una topografía sumamente accidentada con tierras de baja productividad.
- Costa montaña. En ella se combina el clima húmedo de la montaña alta con el tropical de la costa. Es una subregión que cuenta con abundantes recursos naturales y forestales.

La sede de la diócesis se encuentra en la ciudad de Tlapa de Comonfort, en donde se halla la Catedral de San Agustín.
En 2020 en la diócesis existían 37 parroquias.

## Historia
La diócesis fue erigida el 4 de enero de 1992 con la bula Efflorescentem Mexici del papa Juan Pablo II, derivando su territorio de la diócesis de Chilpancingo-Chilapa. La erección canoníca fue el 25 de marzo de 1992, cuando se consagró como primer obispo de la diócesis a Alejo Zavala Castro.

## Estadísticas
Según el Anuario Pontificio 2021 la diócesis tenía a fines de 2020 un total de 506 000 fieles bautizados.
| Año                                                                             | Población            | Población | Población      | Sacerdotes | Sacerdotes    | Sacerdotes    | Bautizados por sacerdote | Diáconos permanentes | Religiosos | Religiosos | Parroquias |
| Año                                                                             | Bautizados católicos | Total     | % de católicos | Total      | Clero secular | Clero regular | Bautizados por sacerdote | Diáconos permanentes | Varones    | Mujeres    | Parroquias |
| ------------------------------------------------------------------------------- | -------------------- | --------- | -------------- | ---------- | ------------- | ------------- | ------------------------ | -------------------- | ---------- | ---------- | ---------- |
| 1999                                                                            | 450 000              | 500 000   | 90.0           | 22         | 22            |               | 20 454                   |                      |            | 22         | 20         |
| 2000                                                                            | 450 000              | 500 000   | 90.0           | 22         | 22            |               | 20 454                   |                      |            | 22         | 20         |
| 2001                                                                            | 423 000              | 459 290   | 92.1           | 33         | 23            | 10            | 12 818                   |                      | 10         | 21         | 28         |
| 2002                                                                            | 423 000              | 459 290   | 92.1           | 46         | 32            | 14            | 9195                     |                      | 14         | 26         | 24         |
| 2003                                                                            | 435 000              | 466 000   | 93.3           | 43         | 29            | 14            | 10 116                   |                      | 14         | 29         | 24         |
| 2004                                                                            | 463 000              | 463 500   | 99.9           | 49         | 35            | 14            | 9448                     |                      | 14         | 32         | 25         |
| 2010                                                                            | 436 000              | 502 000   | 86.9           | 46         | 34            | 12            | 9478                     | 1                    | 17         | 51         | 27         |
| 2014                                                                            | 485 000              | 518 000   | 93.6           | 54         | 42            | 12            | 8981                     |                      | 14         | 71         | 28         |
| 2017                                                                            | 497 000              | 535 000   | 92.9           | 59         | 48            | 11            | 8423                     | 5                    | 14         | 81         | 28         |
| 2020                                                                            | 506 000              | 583 000   | 86.8           | 54         | 44            | 10            | 9370                     |                      | 13         | 51         | 37         |
| Fuente: Catholic-Hierarchy, que a su vez toma los datos del Anuario Pontificio. |                      |           |                |            |               |               |                          |                      |            |            |            |

## Episcopologio
- Alejo Zavala Castro (4 de enero de 1992-19 de noviembre de 2005 nombrado obispo de Chilpancingo-Chilapa)
- Óscar Roberto Domínguez Couttolenc, M.G. (27 de marzo de 2007-17 de julio de 2012 nombrado obispo de Ecatepec)
- Dagoberto Sosa Arriaga, desde el 23 de febrero de 2013